# Chapelle Notre-Dame-de-la-Gorge
La chapelle Notre-Dame-de-la-Gorge se trouve sur le territoire de la commune des Contamines-Montjoie (Haute-Savoie) au fond du Val Montjoie, à 1 210 mètres d'altitude, en bordure du Bon-Nant. Présente depuis au moins le  XIe siècle, cette ancienne église paroissiale a été construite dans un style baroque entre 1699 et 1707. Elle est classée monument historique depuis 2015.
Elle se situe sur le chemin qui, venant de la vallée de l'Arve par Saint-Gervais mène au col du Bonhomme puis vers l'Italie. Un ancien ermitage lui est rattaché, en amont de la rivière.

## Histoire de la paroisse
Un ermite se serait installé dès le Xe siècle à cet emplacement afin d'offrir un abri aux voyageurs (voir supra). Le sanctuaire était dédié à saint Antoine. Le petit sanctuaire va devenir paroisse. En 1338, le village de la Gorge compte 30 « feux » (foyers).
En 1443, Mgr Vittelschi visite la paroisse qui ne compte plus que 14 feux. Elle est alors nommée Notre-Dame-de-la-Gorge et est filleule de Saint-Nicolas. L’évêque note que la toiture de l'église est en mauvais état et réclame des travaux. En juillet 1518, un incendie détériore l'église. Lors d'une tournée pastorale en 1606, saint François de Sales constate qu'il n'y a plus que dix feux. Une maison est construite par le curé Nicolas Gouttry, installé de 1629 à 1653, pour accueillir les voyageurs.
Entre 1699 et 1707 le nouveau curé Colliex, d'une famille de Magland, entreprend la reconstruction de l'église. Jean La Vougna, qui vient de finir l'église de Saint-Gervais, en sera l'architecte, avant d'aller construire celle de Chamonix.
Pendant la révolution française, l'église sert d'écurie, les cloches sont réquisitionnées pour faire des canons. La paroisse, en déclin depuis la création au milieu du XVIIIe siècle du hameau aujourd'hui du chef-lieu, est supprimée en 1804 et rattachée aux Contamines. L'église devient un centre de dévotion marial.
Le 21 août 1873, le pèlerinage marial rassemble près de 10 000 personnes venues de toute la région. La sacristie de la chapelle conserve les bannières de Flumet, Notre-Dame-de-Bellecombe, Saint-Nicolas-la-Chapelle, La Giettaz, Praz-sur-Arly, Megève, Combloux, Domancy, Servoz et Les Houches, confectionnées pour cette occasion.

## Architecture de l'église

### Une église baroque à la riche décoration

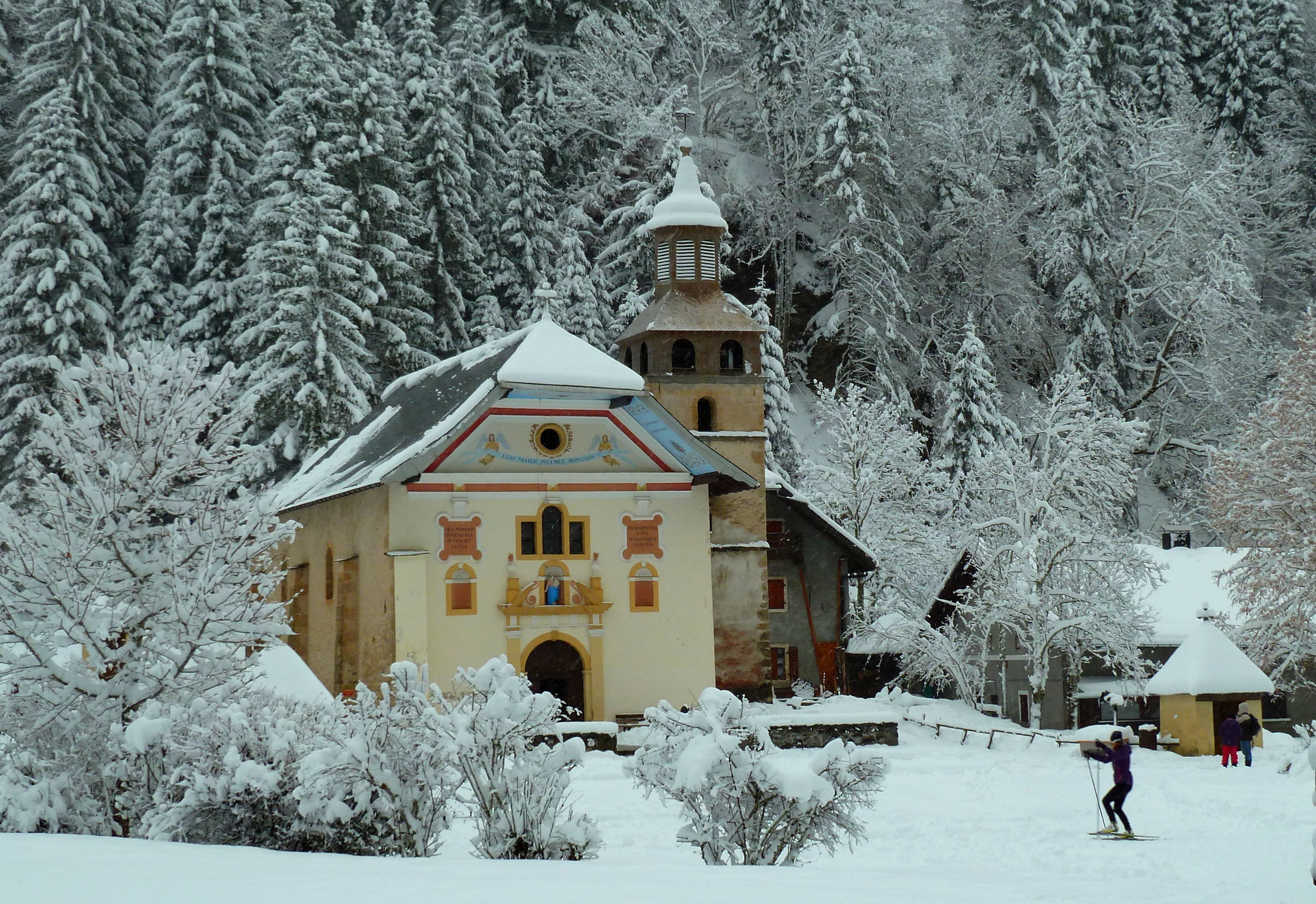
L'église enneigée
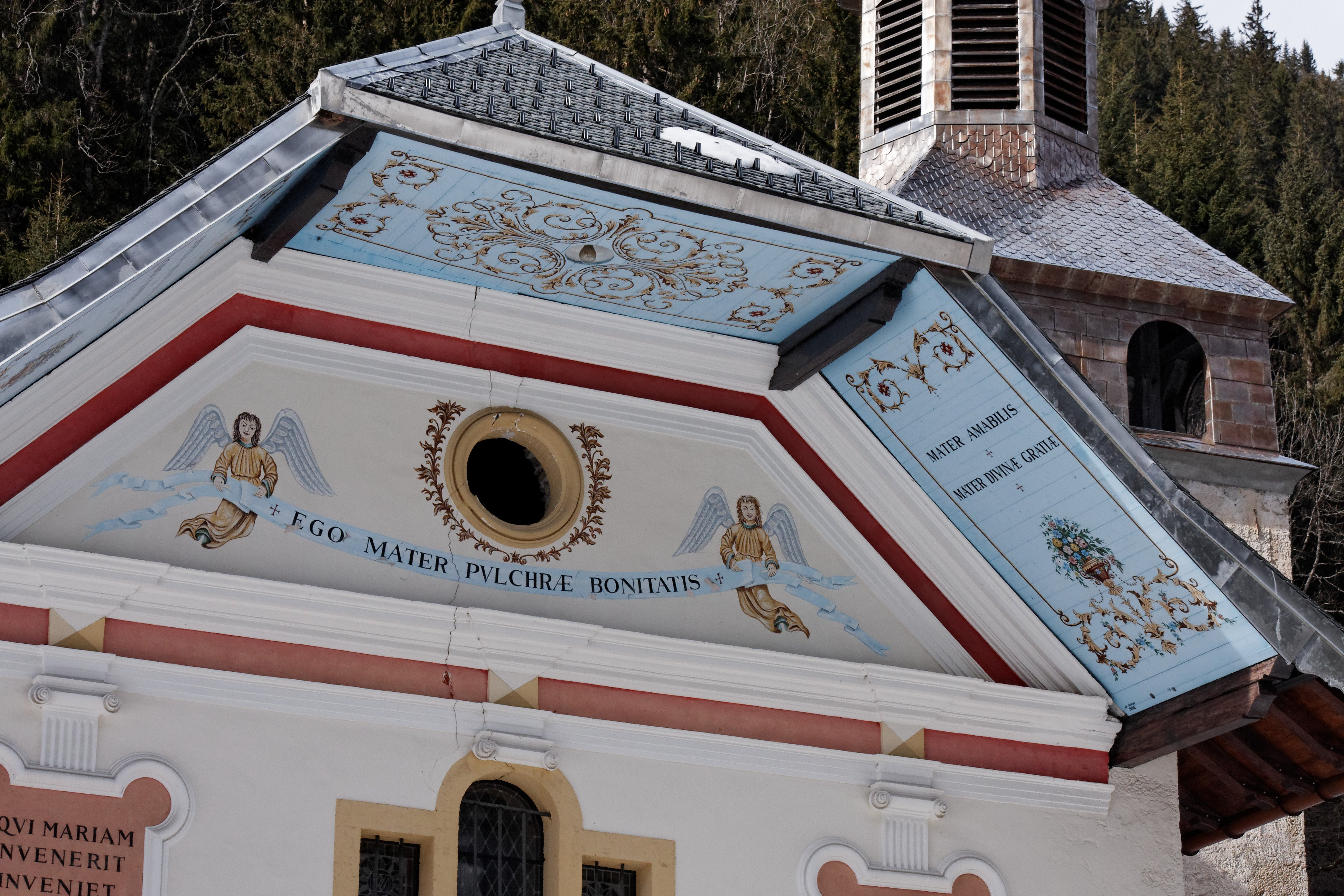
Le fronton de la façade
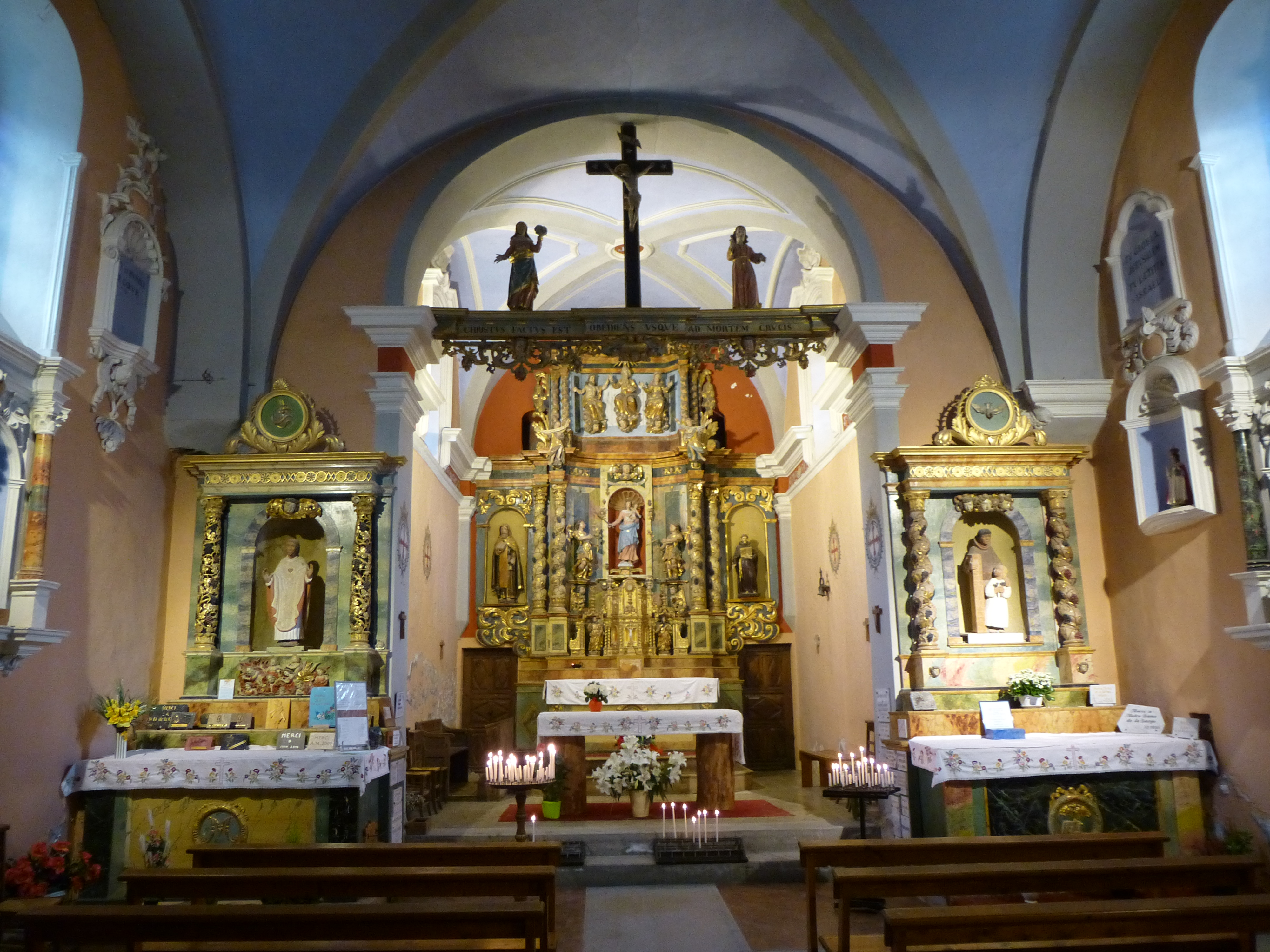
Le retable et ses statues latérales
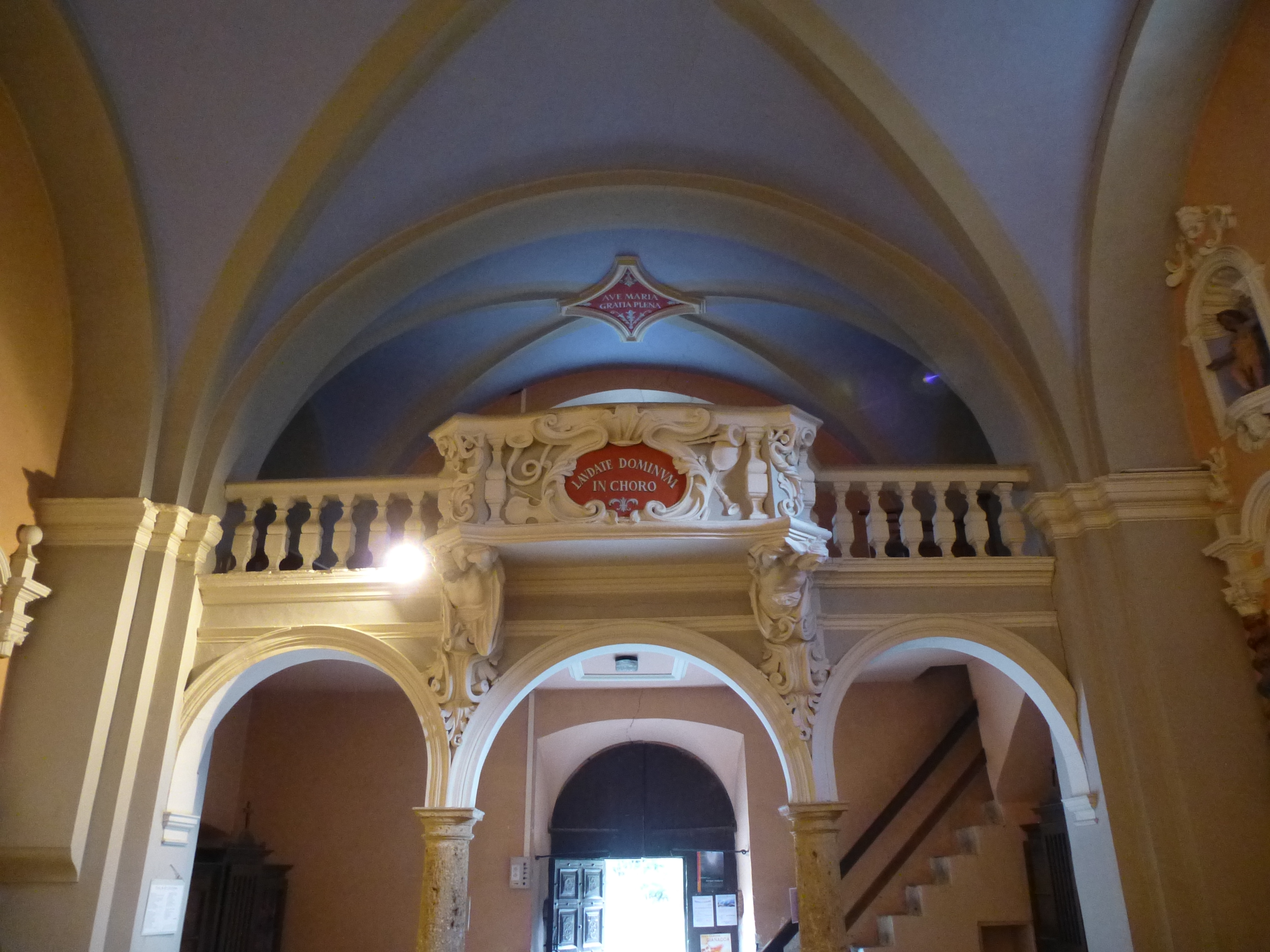
Le narthex de la nef

Le bâtiment a une nef unique et est flanqué au nord d'un clocher carré surmonté d'un bulbe. Sur la façade, une niche au-dessus de la porte contient une Vierge à l'Enfant polychrome. Le fronton supérieur percé d'un oculus comporte la devise EGO MATER PVLCHÆ BONITATIS (« C’est moi la mère du bel amour »). Deux cartouches de part et d'autre de la porte contiennent des devises : QVI MARIAM INVENERIT INVENIET VITAM (« Qui trouve Marie trouve la vie ») à gauche et FVNDAMENTA EJVS IN MONTIBVS SANCTIS (« Elle est fondée sur les montagnes saintes », extrait du psaume 87) à droite.
L'intérieur est orné de stucs et de trois retables dorés de style baroque au-dessus des autels. Celui du centre montre la Vierge de l’Assomption honorée par deux anges et tout en haut, Dieu le Père avec à sa gauche la Vierge et à sa droite le Christ (les places de la Vierge et de Dieu ont été inversées au XVIIIe ou XIXe). Ce retable serait l’œuvre de Jacques Clairant, artiste chambérien. Les deux statues latérales (saint Bernard de Clairvaux et saint Antoine) ne sont pas d'origine. Sur le retable de gauche se trouvent des colonnes ajourées ainsi que la frise représentant les anges gardiens consolant les âmes du purgatoire.
Les piliers sont décorés de Croix de consécration reprenant les armes des Savoie. Une statue de saint François de Sales est installée dans l'un des piliers. Enfin, une poutre de gloire (la seule du Faucigny) complète le chœur.

### Les oratoires extérieurs

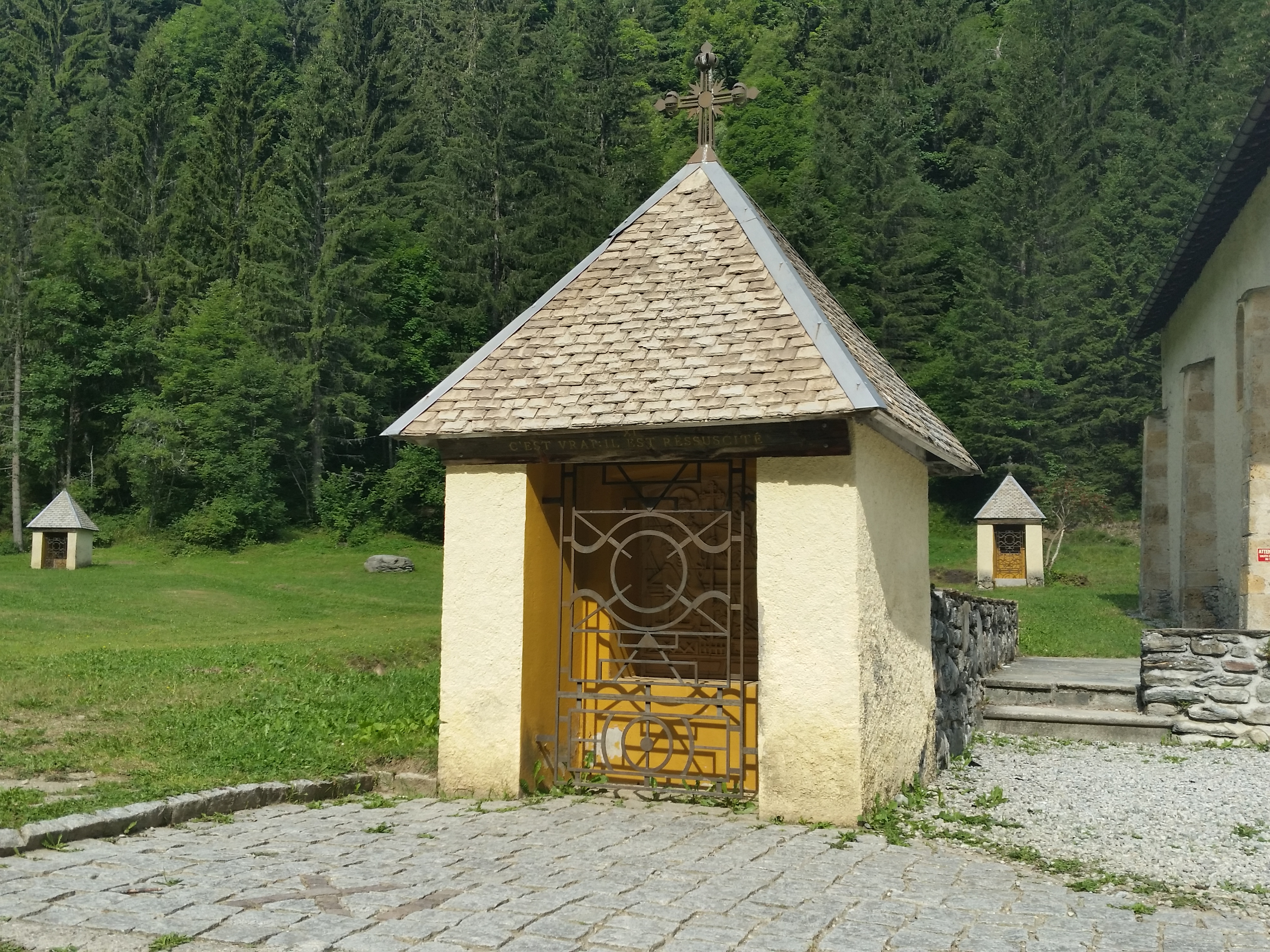
Trois des oratoires extérieurs

En 1728, le curé Gaillard entreprend la construction d'un ensemble de quatorze petits oratoires qui jalonnent le chemin utilisé lors des processions en plein air pour rejoindre l'église. Cinq Mystères Joyeux, cinq Mystères Douloureux et cinq Mystères Glorieux (le quinzième  : c'est le couronnement de Marie, dans l'église) constituent le rosaire marquant les étapes de la vie de la Vierge Marie.
Vers 1840 cet ensemble est transformé en chemin de croix. Les oratoires actuels restaurés, sont plus petits.

### Restauration et protection de l'église
Après des travaux vers 1900, la restauration du sanctuaire commence en 1952. Les couleurs d'origine de la voûte et des murs sont retrouvées après grattage de la voûte bleu foncé et aux étoiles dorées, et des statues des XVIIe et XVIIIe siècles, retrouvées dans les greniers ou les oratoires extérieurs, sont replacées dans les niches laissées vides depuis que les anciennes avaient été vendues au début du siècle à un antiquaire.
L'édifice est inscrit au titre des monuments historiques en 2015.

## La Sainte-Chapelle

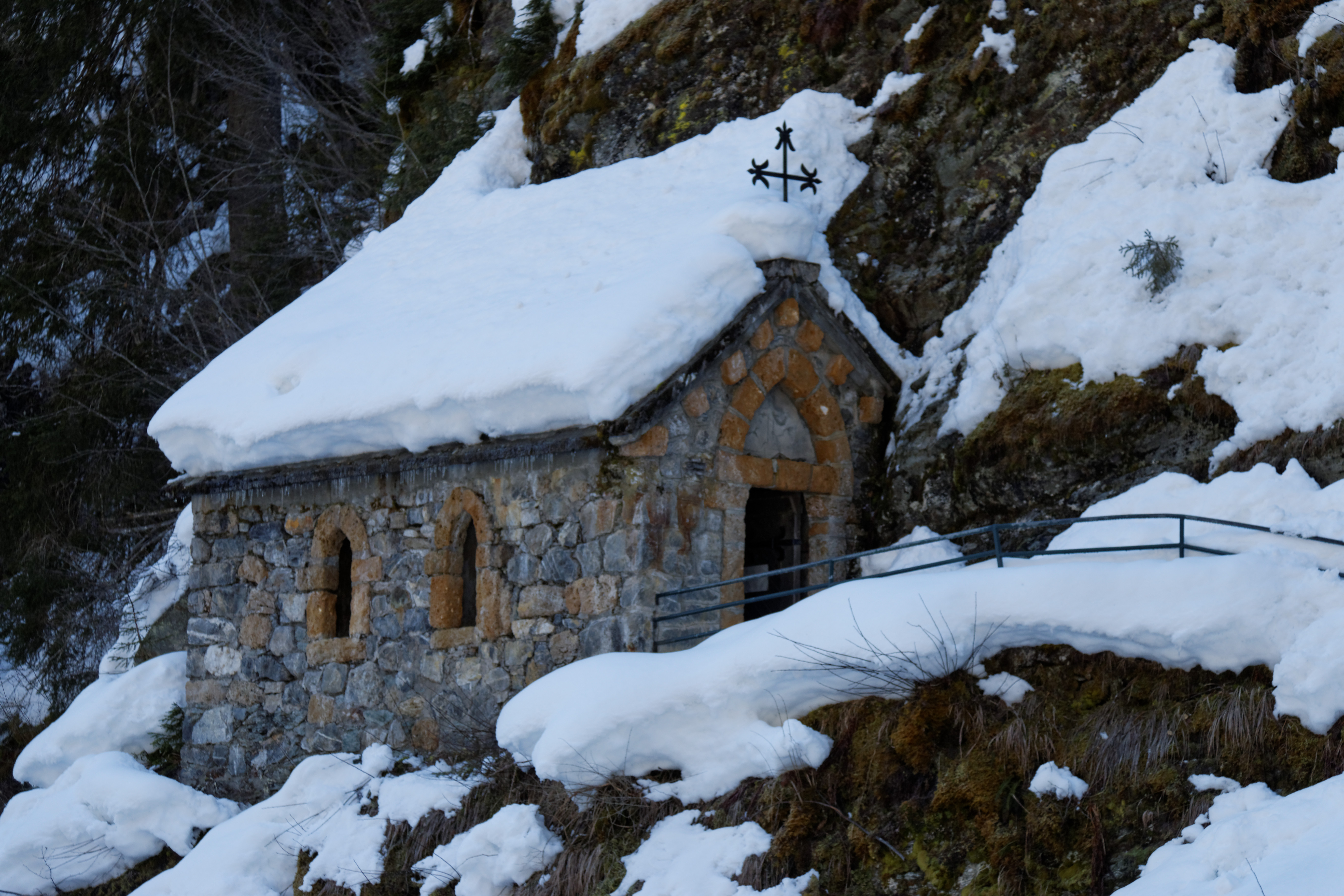
La Sainte-Chapelle de Notre-Dame-de-la-Gorge en février 2014

Deux cents mètres en amont de Notre-Dame-de-la-Gorge, une petite chapelle est accrochée au flanc de la paroi rocheuse. Elle remplace une chapelle plus ancienne qui se trouvait au ras du Bon-Nant et fut emportée par une crue en 1914. La tradition veut que le premier ermite de la Gorge ait choisi ce site pour établir son ermitage.
Aujourd'hui encore, le 15 août, jour de l'Assomption et le 8 septembre, fête de la Nativité de la Vierge, une procession conduit les fidèles de Notre-Dame-de-la-Gorge à la Sainte-Chapelle.

## Photos

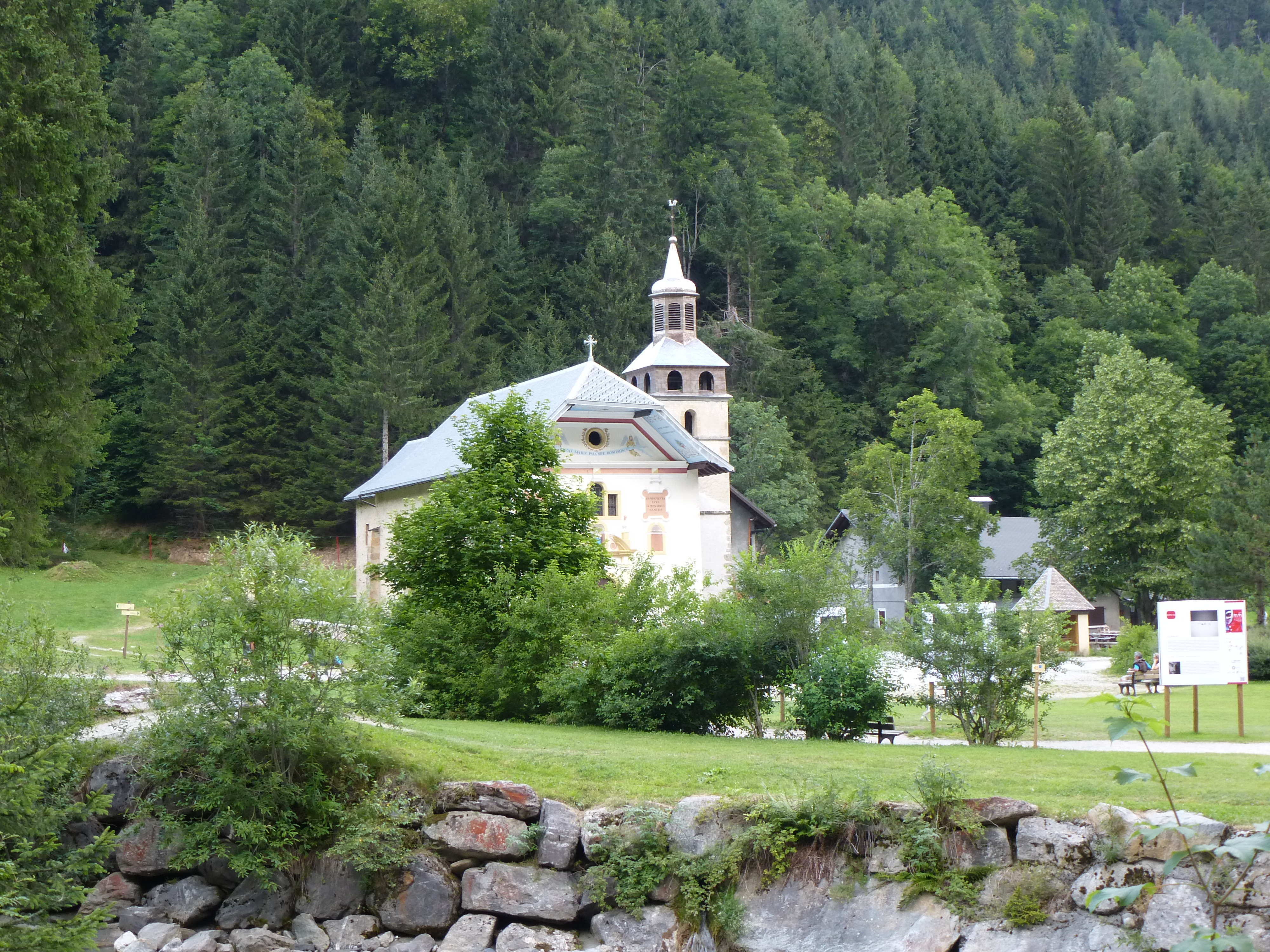
L'église depuis le parc extérieur
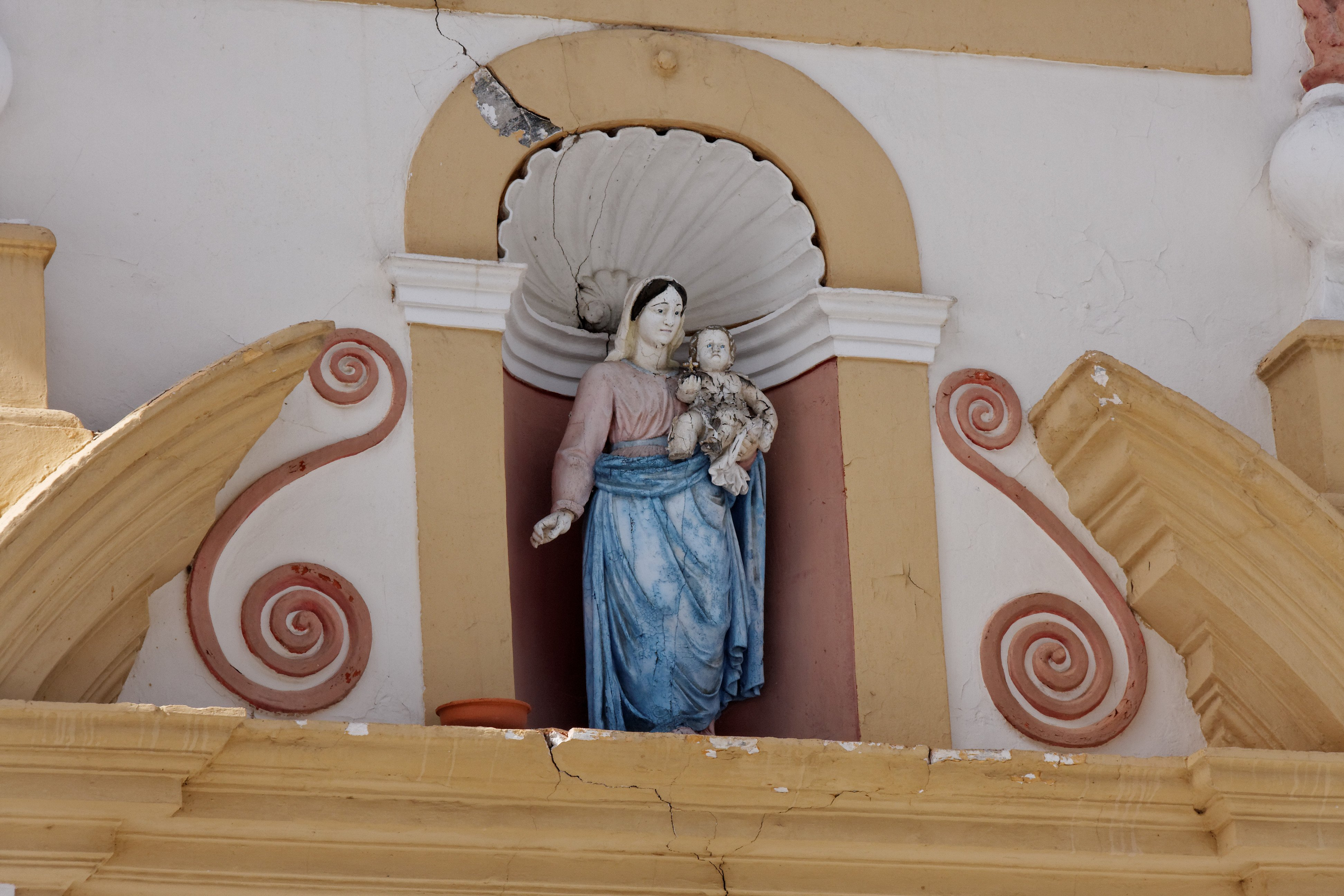
La Vierge à l'enfant (détail de la façade)
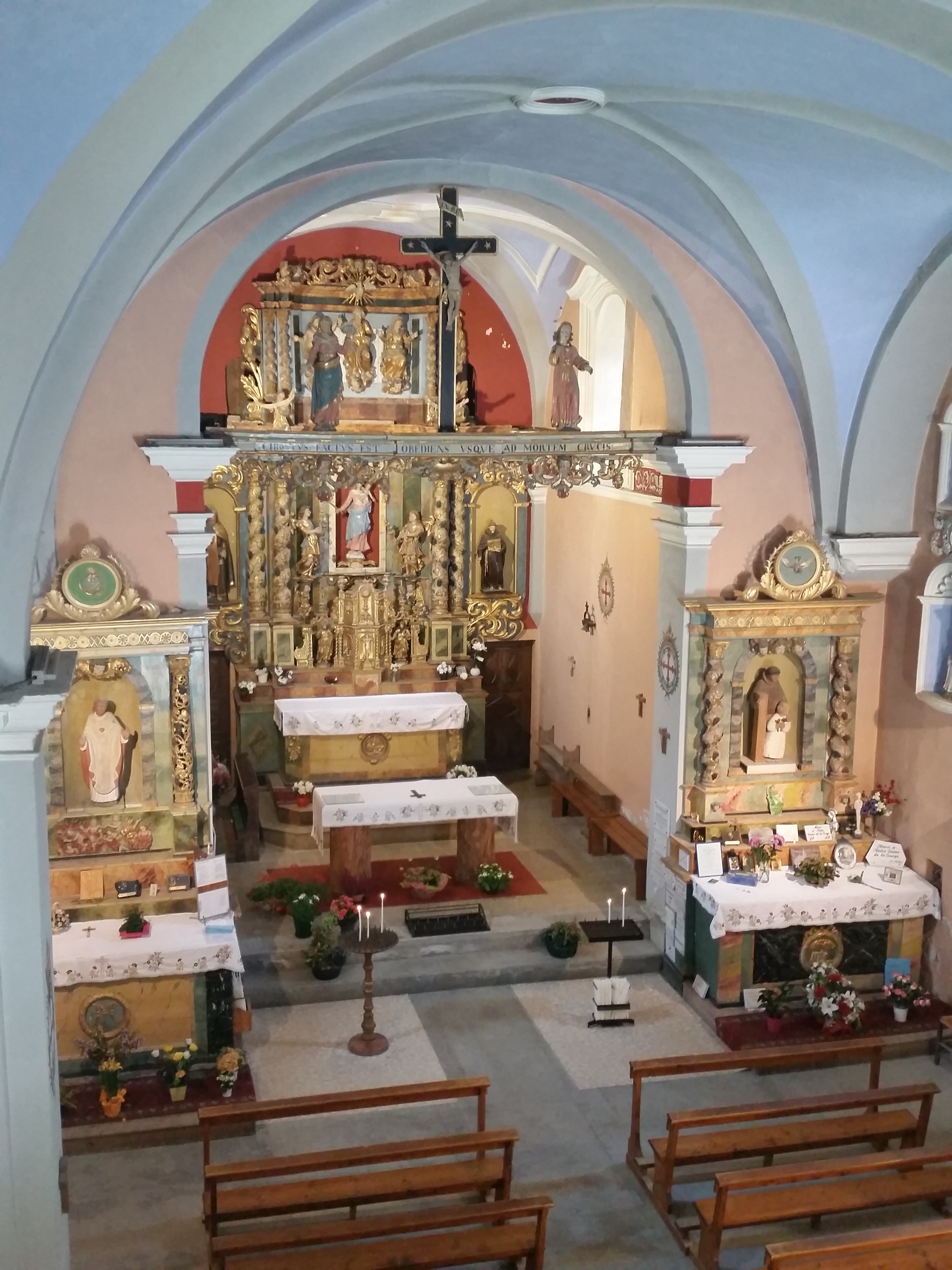
Le chœur depuis le narthex
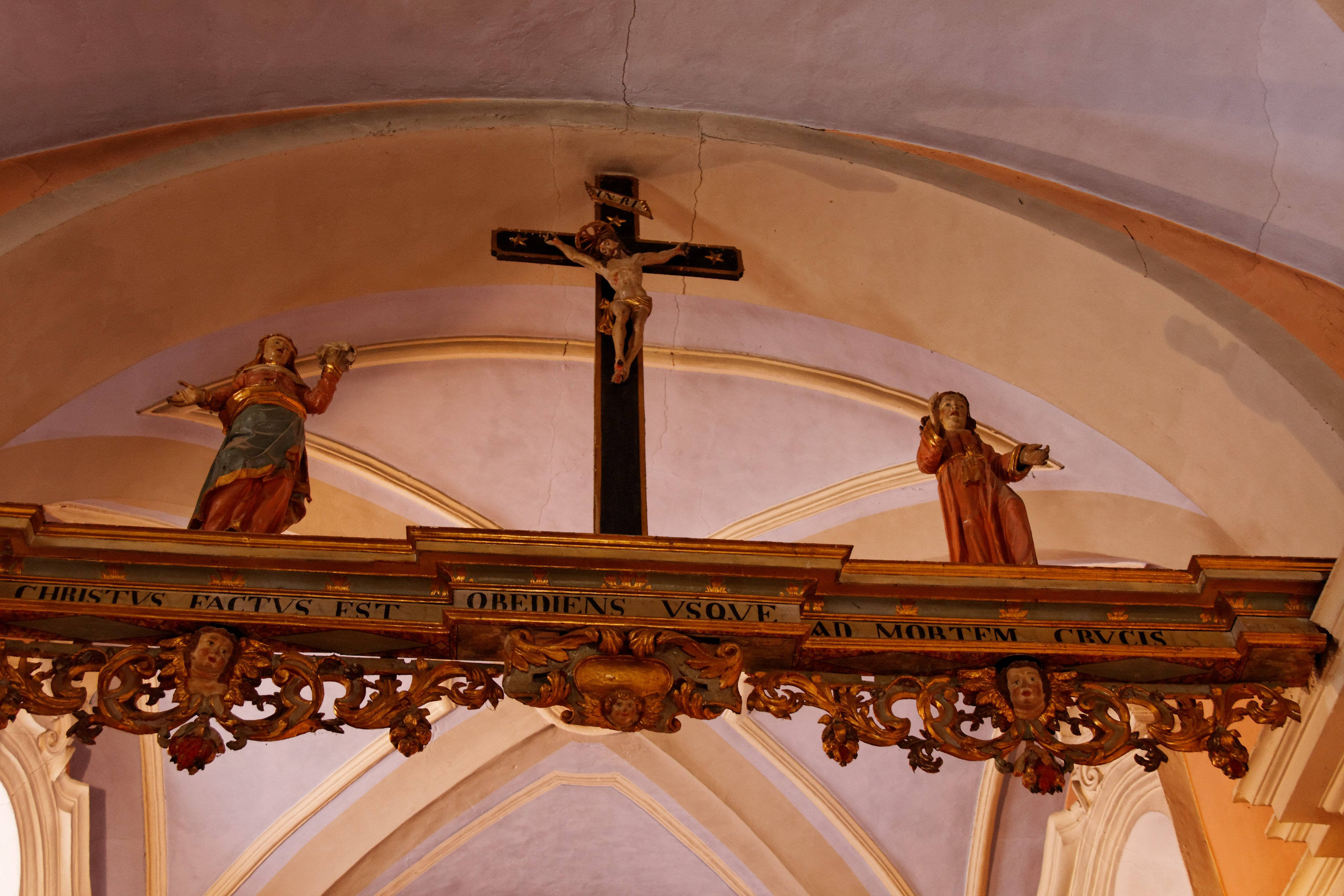
La poutre de gloire
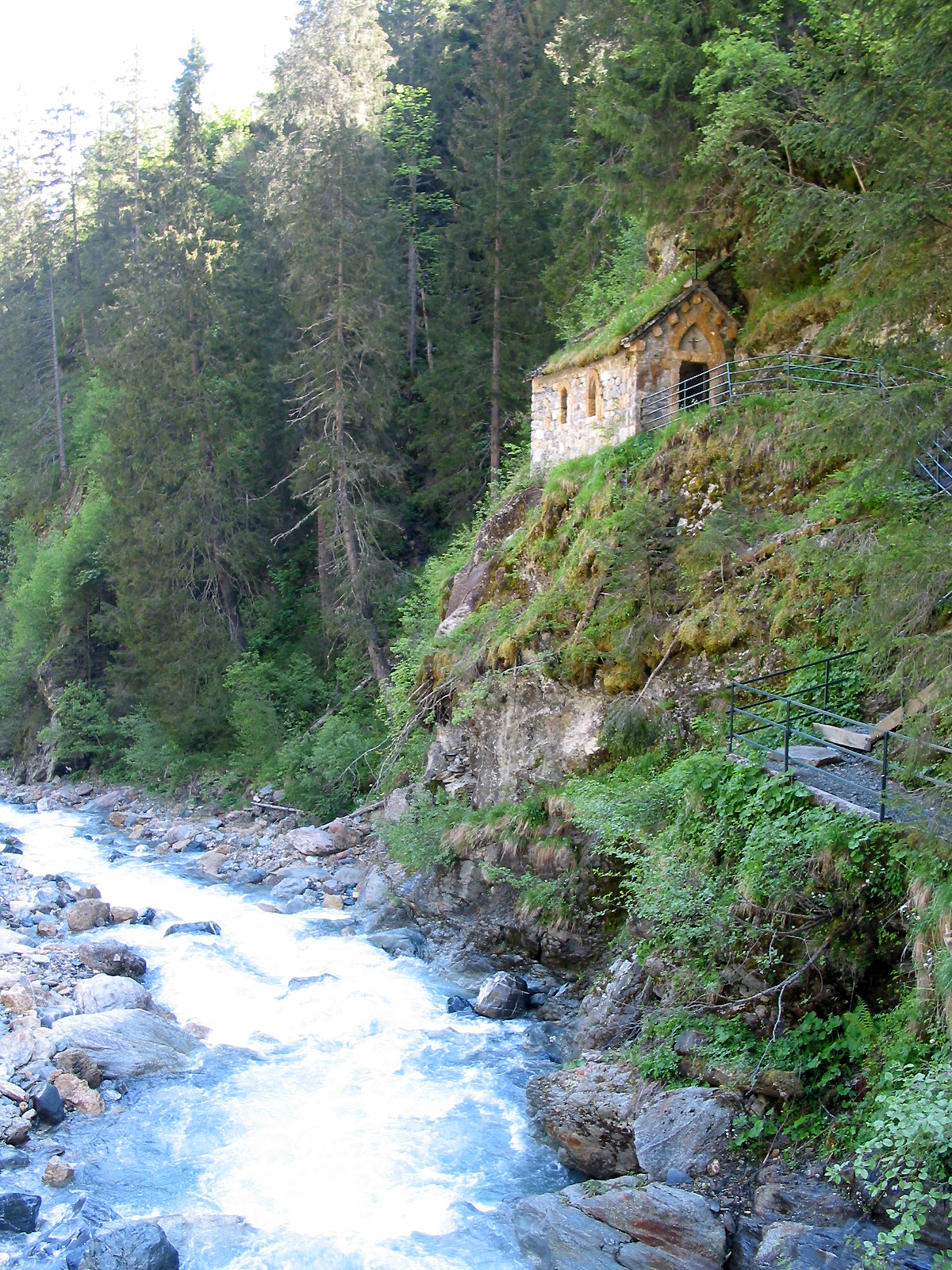
La Sainte-Chapelle vue depuis la rive opposée du Bon-Nant